# 1135 w polityce

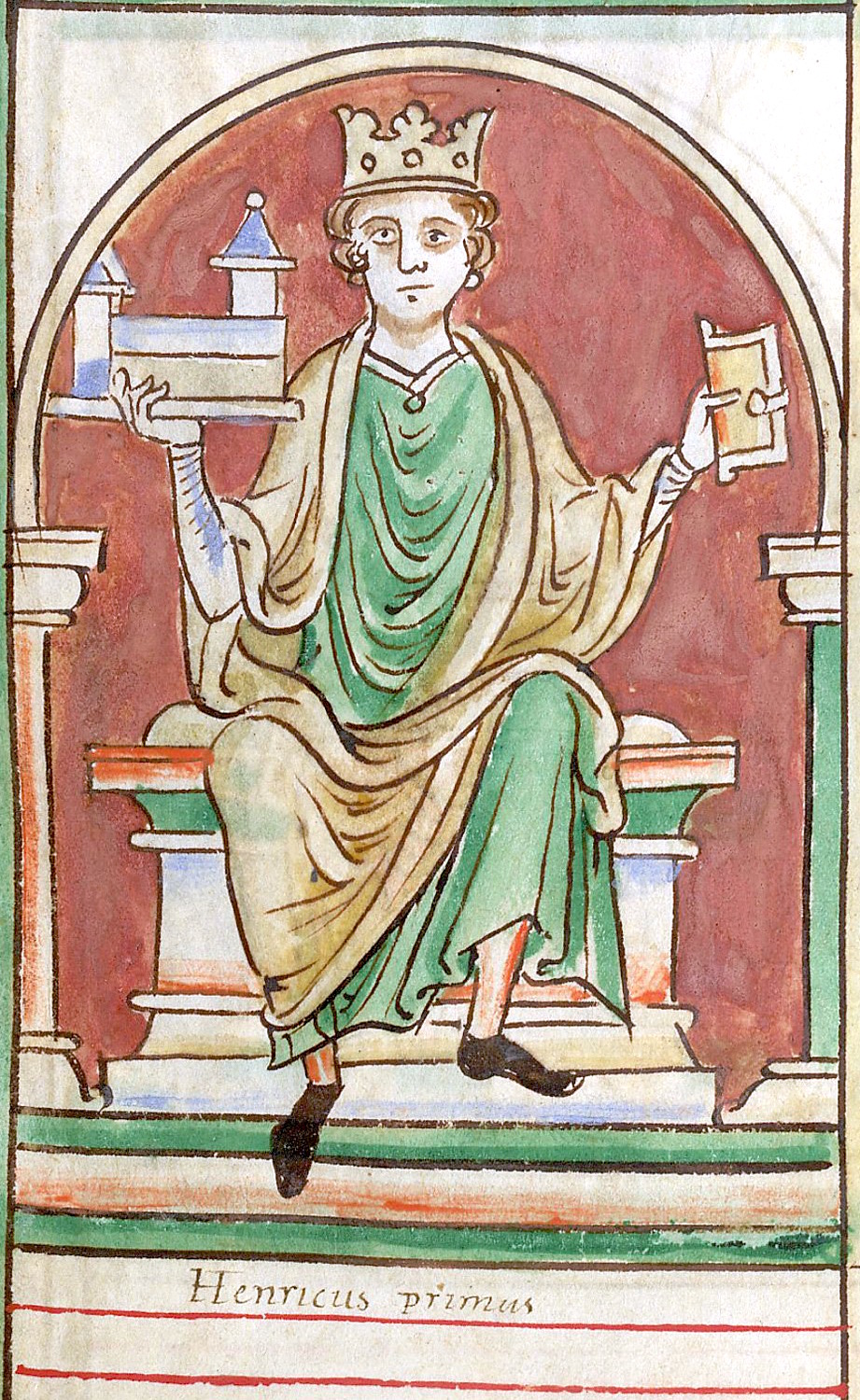
Henryk I Beauclerc

Wydarzenia polityczne w 1135 roku.

## Wydarzenia
- Bolesław III Krzywousty złożył hołd Lotarowi III z Pomorza Zachodniego i Rugii, płacąc zaległy trybut[1][2].
- Najazd Władymirki, który spalił Wiślicę; odwetowa wyprawa Krzywoustego na Ruś[2].

## Urodzili się
- Wilhelm o Białych Dłoniach, arcybiskup Reims[3].

## Zmarli
- 1 grudnia Henryk I Beauclerc, król Anglii[4][5].